# Kelmond
Kelmond (Limburgs: Kelment) is een gehucht behorend tot het dorp Geverik, dat op zijn beurt deel uitmaakt van de Nederlands Limburgse gemeente Beek. De naam Kelmond is ontstaan uit het Romaanse calvum montem, hetgeen kale berg betekent. Het huidige dorp ontstond in de middeleeuwen.

## Bezienswaardigheden

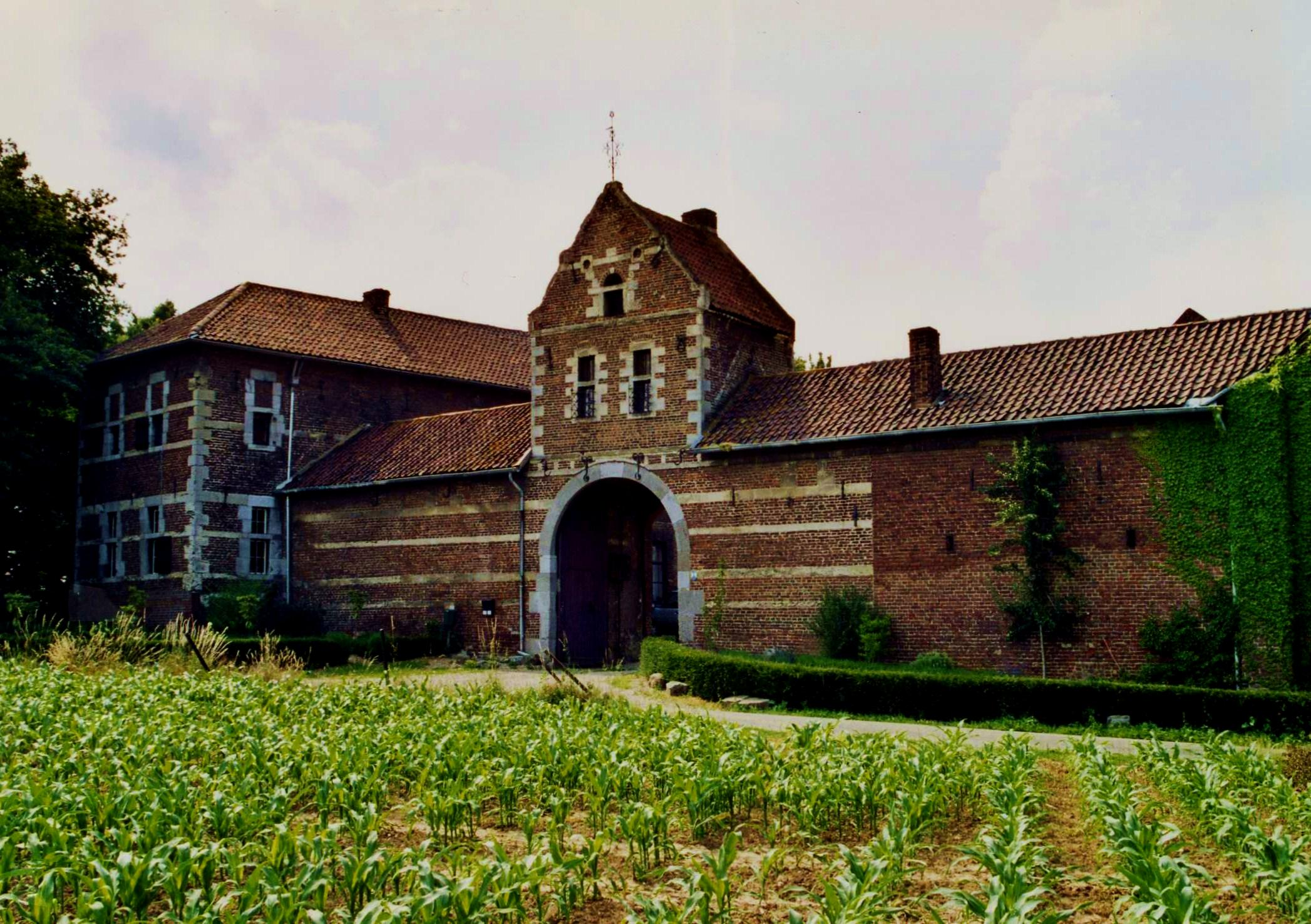
Kelmonderhof

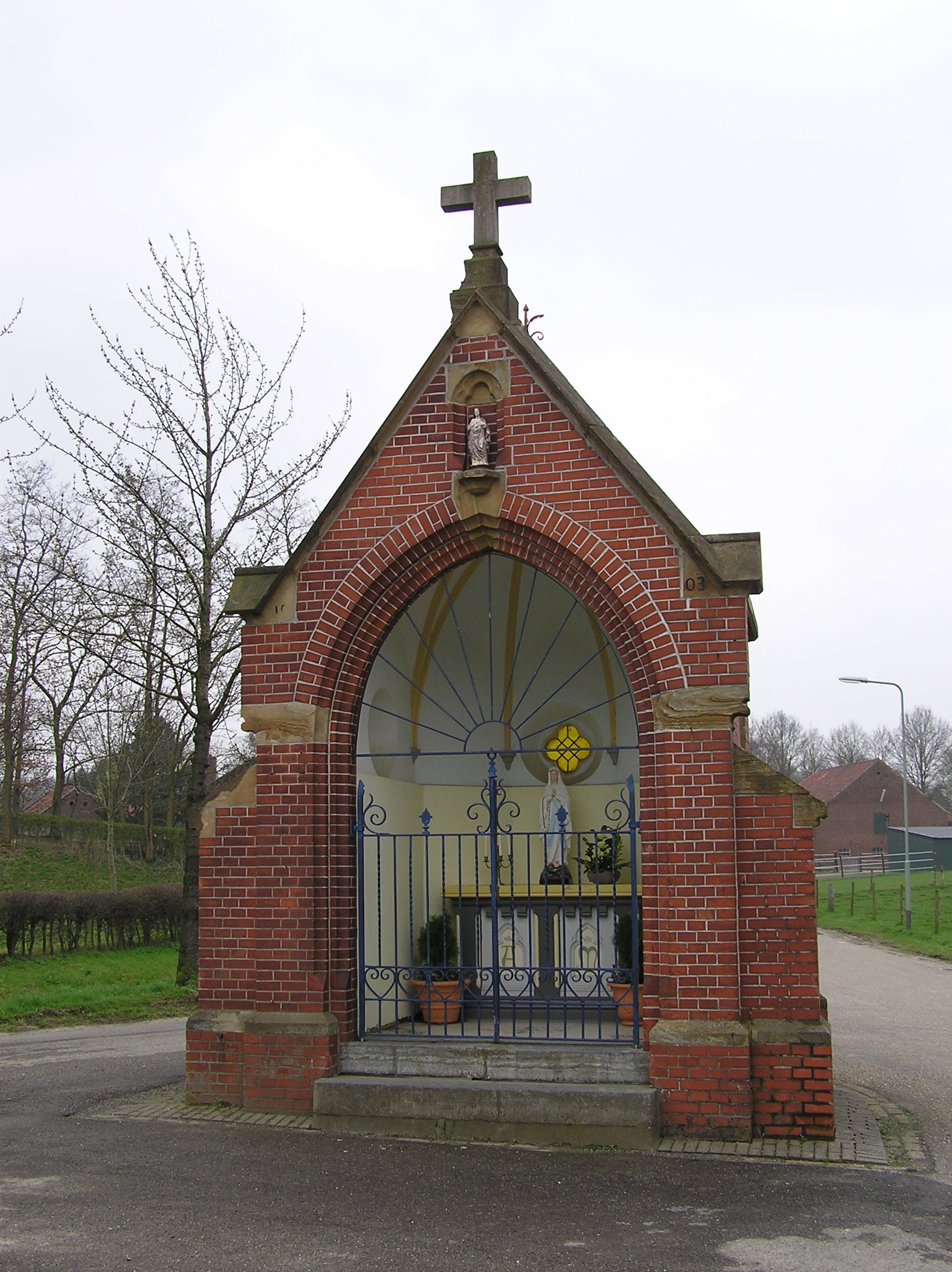
Neogotische kapel in Kelmond

De Kelmonderhof is een 17e-eeuwse hoeve.
Op de splitsing Kelmonderweg/Kelmonderhofweg staat een Maria-wegkapelletje midden op de weg. Vroeger stond hier een wegkruis, dat werd vervangen door een houten kapelletje. In 1903 werd het huidige kapelletje gebouwd. In 1995 heeft men de kapel grondig gerestaureerd. Elk jaar in december fungeert deze kapel als kerststal.
Het nabijgelegen Kelmonderbos is een hellingbos van circa 10 hectare, beheerd door Natuurmonumenten. Uit talloze bronnetjes ontspringt bij dit bos de Cötelbeek, een zijbeek van de Geleenbeek.

## Nabijgelegen kernen
Beek, Geverik, Genhout, Schimmert